# British Independent Film Awards 2009
La cerimonia di premiazione della 12ª edizione dei British Independent Film Awards si è svolta il 6 dicembre 2009 al Brewery, Chiswell Street, Londra, ed è stata presentata dall'attore James Nesbitt.
Il film che aveva ottenuto il maggior numero di candidature è stato Fish Tank di Andrea Arnold che ha poi conquistato premi in due delle otto categorie per le quali aveva ricevuto nomination; due premi sono andati anche a Moon di Duncan Jones.

## Vincitori e candidati
I vincitori sono indicati in grassetto.

### Miglior film indipendente britannico
- Moon, regia di Duncan Jones
- An Education, regia di Lone Scherfig
- Fish Tank, regia di Andrea Arnold
- In the Loop, regia di Armando Iannucci
- Nowhere Boy, regia di Sam Taylor-Wood

### Miglior regista
- Andrea Arnold – Fish Tank
- Armando Iannucci – In the Loop
- Duncan Jones – Moon
- Jane Campion – Bright Star
- Lone Scherfig – An Education

### Premio Douglas Hickox al miglior regista esordiente
- Duncan Jones – Moon
- Armando Iannucci – In the Loop
- Peter Strickland – Katalin Varga
- Sam Taylor-Wood – Nowhere Boy
- Samantha Morton – The Unloved

### Miglior sceneggiatura
- Jesse Armstrong, Simon Blackwell, Armando Iannucci e Tony Roche – In The Loop
- Nick Hornby - An Education
- Andrea Arnold – Fish Tank
- Nathan Parker – Moon
- Matt Greenhalgh - Nowhere Boy

### Miglior attrice
- Carey Mulligan – An Education
- Abbie Cornish – Bright Star
- Emily Blunt – The Young Victoria
- Katie Jarvis – Fish Tank
- Sophie Okonedo – Skin

### Miglior attore
- Tom Hardy – Bronson
- Aaron Johnson – Nowhere Boy
- Andy Serkis – Sex & Drugs & Rock & Roll
- Peter Capaldi – In the Loop
- Sam Rockwell – Moon

### Miglior attrice non protagonista
- Anne-Marie Duff – Nowhere Boy
- Kerry Fox – Bright Star
- Kierston Wareing – Fish Tank
- Kristin Scott Thomas – Nowhere Boy
- Rosamund Pike – An Education

### Miglior attore non protagonista
- John Henshaw – Il mio amico Eric (Looking for Eric)
- Alfred Molina – An Education
- Jim Broadbent – Il maledetto United (The Damned United)
- Michael Fassbender – Fish Tank
- Tom Hollander – In the Loop

### Miglior esordiente
- Katie Jarvis – Fish Tank
- Christian McKay – Me and Orson Welles
- Edward Hogg – White Lightnin'
- George MacKay – Ragazzi miei (The Boys Are Back)
- Hilda Péter – Katalin Varga

### Miglior produzione
- Bunny and the Bull, regia di Paul King
- Bronson, regia di Nicolas Winding Refn
- The Hide, regia di Marek Losey
- Parnassus - L'uomo che voleva ingannare il diavolo (The Imaginarium of Doctor Parnassus), regia di Terry Gilliam
- Katalin Varga, regia di Peter Strickland

### Premio Raindance
- Down Terrace, regia di Ben Wheatley
- Colin, regia di Marc Price
- La scomparsa di Alice Creed (The Disappearance of Alice Creed), regia di J Blakeson
- Exam, regia di Stuart Hazeldine
- They Call It Acid, regia di Gordon Mason

### Miglior contributo tecnico
- Greig Fraser - Bright Star
- Gary Williamson - Bunny and the Bull
- Robbie Ryan - Fish Tank
- Clint Mansell - Moon
- Tony Noble - Moon

### Miglior documentario britannico
- Mugabe and the White African, regia di Lucy Bailey e Andrew Thompson
- The Age of Stupid, regia di Franny Armstrong
- The End of the Line, regia di Rupert Murray
- Sons of Cuba, regia di Andrew Lang
- Sounds Like Teen Spirit, regia di Jamie Jay Johnson

### Miglior cortometraggio britannico
- Love You More, regia di Sam Taylor-Wood
- Christmas with Dad, regia di Conor McCormack
- Leaving, regia di Sam Hearn e Richard Penfold
- Sidney Turtlebaum, regia di Tristram Shapeero
- Washdays, regia di Simon Neal

### Miglior film indipendente straniero
- Lasciami entrare (Låt den rätte komma in), regia di Tomas Alfredson
- Il divo, regia di Paolo Sorrentino
- The Hurt Locker, regia di Kathryn Bigelow
- Sin Nombre, regia di Cary Fukunaga
- The Wrestler, regia di Darren Aronofsky

### Premio Richard Harris
- Daniel Day Lewis

### Premio Variety
- Michael Caine

### Premio speciale della giuria
- Baz Bamigboye